# ميكايلا كرايتشيك
ميكايلا كرايتشيك (بالهولندية: Michaëlla Krajicek) مواليد 9 يناير 1989 في دلفت، هولندا، هي لاعبة كرة مضرب هولندية بدأت مسيرتها كمحترفة سنة 2003 تلعب باليد اليمنى وتحتل حالياً المرتبة 175 (8 فبراير 2016) في تصنيف رابطة محترفات كرة المضرب. هي إحدى بطلات الجراند سلام.

## بطولات حققتها
- دورة رولان غاروس الدولية
- بطولة أمريكا المفتوحة للتنس

## الخط الزمني للأداء
مفتاح
| ف | ن | ن.ن | ر.ن | د# | د.م | ل | أ.أ | ت | غ | ب | ف | ذ | م.خ | ل.ت |

(ف) فاز بالبطولة (ن) وصل النهائي (ن.ن) نصف النهائي (ر.ن) ربع النهائي (د#) الأدوار الأربعة الأولى (د.م) دور المجموعات (ل) شارك في كأس ديفيز (أ.أ) خرج من الأدوار الاولى (ت) خسر التصفيات التأهيلية (غ) غاب عن الحدث أو البطولة (ب) حصل على ميدالية برونزية (ف) حصل على ميدالية فضية (ذ) حصل على ميدالية ذهبية (م.خ) بطولة الماسترز خُفضت إلى مرتبة أقل (ل.ت) البطولة لم تعقد في السنة المعينة.
لتجنب الارتباك وازدواجية الحساب، يتم تحديث هذه المعلومات إما في نهاية البطولة، أو عندما تكون مشاركة اللاعب في البطولة قد انتهت.

### الفردي
| الدورة                        | 2005 | 2006 | 2007 | 2008 | 2009 | 2010 | 2011 | 2012 | 2013 | 2014 | ف-خ   |
| ----------------------------- | ---- | ---- | ---- | ---- | ---- | ---- | ---- | ---- | ---- | ---- | ----- |
| بطولة أستراليا المفتوحة للتنس | د2   | د3   | د1   | د1   | غ    | ت    | ت    | د2   | غ    | غ    | 4–5   |
| دورة رولان غاروس الدولية      | د1   | د1   | د3   | د1   | ت    | ت    | ت    | د1   | غ    | غ    | 2–5   |
| بطولة ويمبلدون                | غ    | د1   | ر.ن  | د1   | غ    | ت    | ت    | غ    | د1   | غ    | 4–4   |
| أمريكا المفتوحة               | غ    | د1   | د2   | غ    | غ    | ت    | د2   | د1   | غ    | ت    | 2–4   |
| فوز-خسارة                     | 1–2  | 2–4  | 7–4  | 0–3  | 0–0  | 0–0  | 1–1  | 1–3  | 0–1  | 0–0  | 12–18 |

## روابط خارجية
- ميكايلا كرايتشيك على موقع رابطة محترفات التنس (الإنجليزية)
- ميكايلا كرايتشيك على موقع الاتحاد الدولي لكرة المضرب (الإنجليزية)
- ميكايلا كرايتشيك على موقع كأس بيلي جين كينغ (الإنجليزية)
- ميكايلا كرايتشيك على موقع بطولة ويمبلدون (الإنجليزية)
- ميكايلا كرايتشيك على موقع خلاصة التنس.كوم (الإنجليزية)